# Ernst Georg Jung

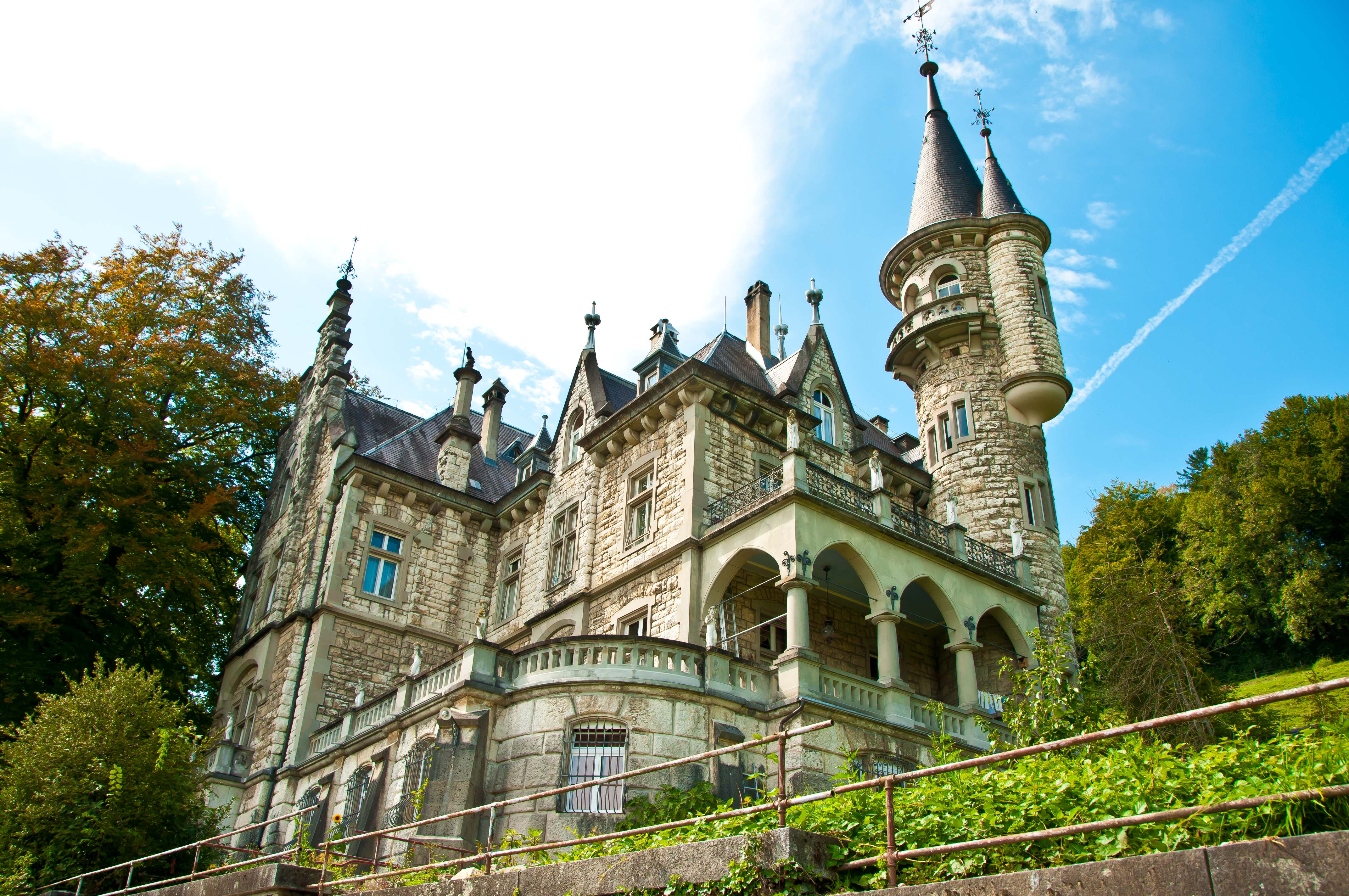
Schloss Wart in Neftenbach, 1889–91

Ernst Georg Jung (* 27. Februar 1841 in Basel; † 3. Februar 1912 in Winterthur) war ein Schweizer Architekt, der erste freierwerbende, akademisch geschulte Architekt in Winterthur.

## Leben
Ernst Georg Jung war der ältere Sohn des aus Deutschland nach Basel emigrierten Professors der Medizin Karl Gustav Jung. Sein jüngerer Bruder, der spätere reformierte Pfarrer Johann Paul Achilles Jung (1842–1896), war der Vater des Begründers der analytischen Psychologie, Carl Gustav Jung.
Nach seiner Matur absolvierte er eine Berufslehre bei Christoph Riggenbach, wo er an der Elisabethenkirche mitwirkte und ging dann nach Berlin, wo er ab 1861 an der Berliner Bauakademie Architektur studierte. Dort arbeitete er bei seinem Lehrer Friedrich Adler, später hochrangiger preussischer Baubeamter, für den er dann auch dessen private Aufträge verantwortlich leiten durfte. 1867 ging er zurück in die Basler Gegend, und zwar für den Architekten Louis-Frédéric de Rutté, dessen Büro sich damals in Mülhausen befand. Als er für diesen die Projektleitung der Villa Bühler-Egg in Winterthur übernahm, nutzte er diese Gelegenheit, um sich 1869 dort niederzulassen. Das bald erfolgreiche Büro lieferte sowohl Entwürfe für Villen der Oberschicht, Planungen für Fabrik- und Gewerbebau als auch Mietwohnungsbau für die entstehenden Arbeiter- und Angestelltenquartiere mit mehreren Siedlungen für die Gesellschaft für Erstellung billiger Wohnhäuser (GEbW). 1888 nahm er den Architekten Otto Bridler als Partner in sein Büro auf. Zeitweise bestand eine Zweigniederlassung in Konstanz mit Bauaufträgen dort, in Ulm und Bamberg.
Jung war 1884–1890 Grossmeister der Freimaurerloge Alpina, 1873–1875 Präsident des Winterthurer Musikkollegiums, 1877–1907 Präsident des Winterthurer Kunstvereins, dem Schweizer Kunstverein präsidierte er von 1899 bis 1905. Bei der GEbW war er 1872 Gründungsmitglied, mehrfach Architekt und 1907 bis 1911 deren Präsident. Er sass in zahlreichen Preisgerichten und war langjähriger Experte der gewerblichen Fortbildungsschulen. 1907 setzte er sich zur Ruhe, indem er seinen Platz im Büro an Lebrecht Völki übergab.
Jung war der Vater des Psychoanalytikers Ewald Jung (1879–1943), der einen großen Einfluss auf den jungen Karl Barth hatte.

## Werke (Auswahl)

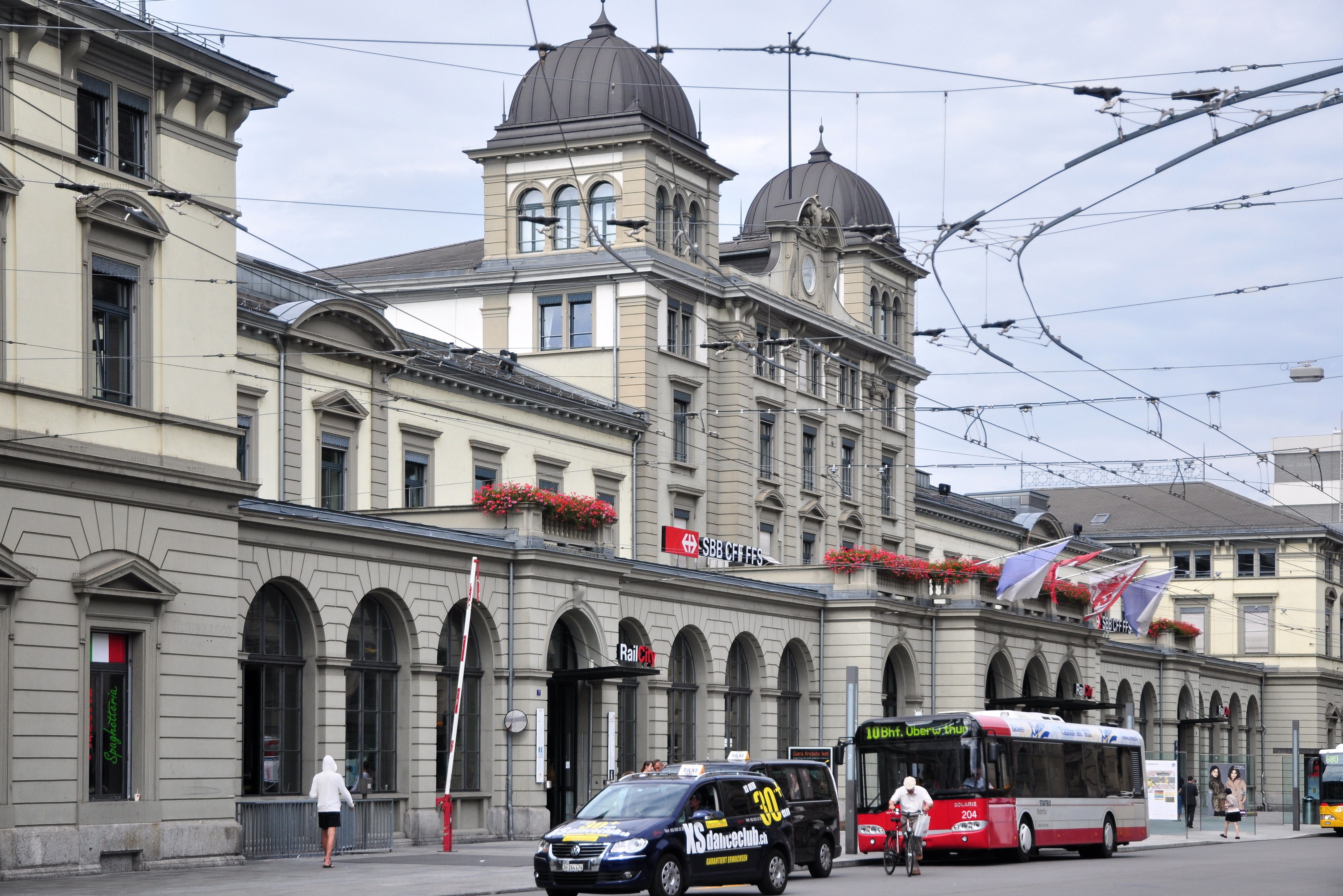
Umbau des Hauptbahnhofs Winterthur, 1894–95

- Schweizerische Lokomotivfabrik, Winterthur, ab 1871
- Siedlung Deutweg, Winterthur, 1872–77
- Villa Bühlstein, Winterthur, 1872–73
- Villa Bühlhalde, Winterthur, 1872–73
- Verwaltungsgebäude Lloyd, Winterthur, 1876–79
- Villa Rychenberg, Winterthur, 1887–88
- Villa Schlosshalde, Pfungen, 1888–89
- Schloss Wart, Neftenbach 1889–91
- Schulhaus St. Georgen, Sekundarschulhaus, Winterthur, 1894–95
- Hauptbahnhof Winterthur, Um- und Neubau, Winterthur, 1894–95
- Villa Jungheim, Eigenes Wohnhaus, Winterthur, 1895
- Kantonale Heilstätte, Wald ZH, 1899–1901
- Akazia, Freimaurerloge, Winterthur 1903–04
- Verwaltungsgebäude Gebr. Volkart, Winterthur, 1903–05